# Težki mitraljez
Težki mitraljez je vrsta mitraljeza, ki ga odlikuje:
- kaliber nad 7,9 mm (standardni kaliber sodobnih težkih mitraljezov je 12,7 mm)
- velika teža,
- velik domet,
- strelja s pomočjo podstavka in
- polni se izključno z nabojniki/nabojnimi trakovi.

Težki mitraljezi so pretežki za klasično pehotno napadalno bojevanje (npr. Browning M2HB ima 39,1 kg), zato so po navadi nameščeni na lahkih vojaških vozilih ali vojaških transportnih vozilih. Vsekakor je lahko orožje nameščeno na podstavku in namenjeno klasični uporabi, a je problem v hitrih premikih, saj ga mora prenašati več članov enote ali vozilo.